# Miguel Maury Buendía
Miguel Maury Buendía (* 19. listopadu 1955, Madrid) je římskokatolický arcibiskup a apoštolský nuncius v Kazachstánu, Kyrgyzstánu a Tádžikistánu.

## Životopis
Miguel Maury Buendía byl vysvěcen na kněze 26. června 1980 madridským arcibiskupem Vicentem Enriquem y Tarancón. Vystudoval kanonické právo a v roce 1987 vstoupil do diplomatických služeb Svatého stolce. Byl papežským zástupcem ve Rwandě, Ugandě, Maroku, Nikaragui, Egyptě, Slovinsku a Irsku. Byl aktivní v sekci pro mezinárodní vztahy vatikánského státního sekretariátu. Mluví anglicky, italsky, francouzsky a slovinsky.
Papež Benedikt XVI. ho jmenoval 19. května 2008 titulárním biskupem z Italicy a vyslal ho jako papežského nuncia do Kazachstánu a Tádžikistánu. Biskupské svěcení mu udělil 12. června 2008 Tarcisio Bertone, spolusvětiteli byli Antonio María Rouco Varela, madridský arcibiskup, a arcibiskup Pier Giacomo De Nicolò, nuncius ve Švýcarsku a Lichtenštejnsku.